# Metro w Maracaibo
Metro w Maracaibo (hiszp. Metro de Maracaibo) - system metra w mieście Maracaibo, stolicy stanu Zulia w Wenezueli. Pierwszy odcinek metra został otwarty 25 listopada 2006, natomiast działalność komercyjną metro rozpoczęło oficjalnie trzy dni później, zaś cały odcinek pierwszej fazy budowy z łącznie 6 stacjami został otwarty 9 czerwca 2009 r. Metro swym zasięgiem obejmuje miasto Maracaibo jak i jego przedmieścia oraz przyległe mniejsze miejscowości. Ogółem cała linia metra ma liczyć 17 stacji. Metro kursuje w godzinach od 6:00 do 20:00 od poniedziałku do piątku, zaś w soboty i niedziele kursuje w godzinach od 10:00 do 16:00. 

## Historia budowy
Pierwsze projekty i plany budowy metra w Maracaibo sięgają początku lat 90. XX wieku, jednakże plany te zostały odłożone na lata późniejsze, aż do 2003 r., kiedy to Ministerstwo Infrastruktury (Ministerio de Infraestructura) oraz alkad Maracaibo oficjalnie zainaugurowali wspólnie budowę metra. W lipcu 2006 r. do miasta przybyły pierwsze pociągi do obsługi nowej linii. Pierwsze dwie stacje: Altos de La Vanega i El Varillal zostały otworzone w listopadzie 2006 r., kolejna trzecia stacja El Guayabal w sierpniu 2007 r., czwarta Sabaneta w maju 2008 r. zaś dwie ostatnie pierwszego etapu budowy: Urdaneta i Libertador otwarto 9 czerwca 2009 r. 

## Stacje i linie metra

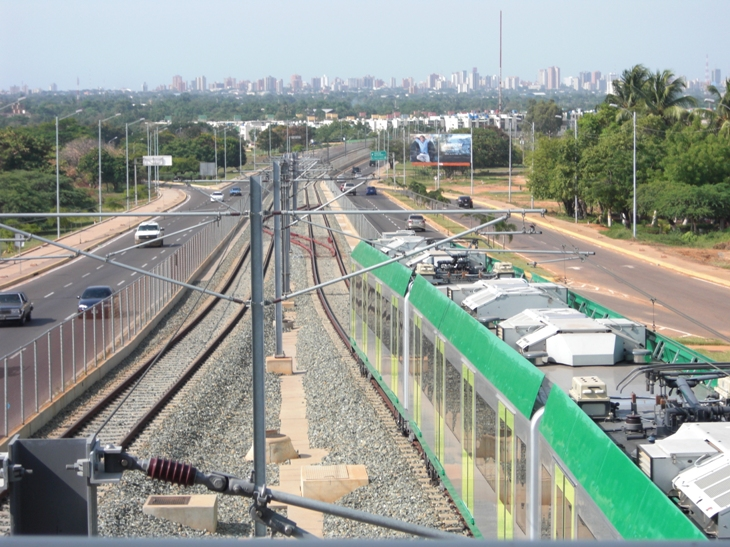
Przejazd jednego z pociągów metra na wydzielonym torowisku wzdłuż autostrady

Cała linia metra w Maracaibo ma w przyszłości składać się z 17 stacji, z czego obecnie funkcjonuje 6: Altos de La Vanega, El Varillal, El Guayabal, Sabaneta, Urdaneta i Libertador a dalsze 11 jest projektowane. Pierwotny plan zakładał budowę 4 niezależnych linii, jednakże zrezygnowano z tego pomysłu, budując 1 długą linię. 
| Linia             | Stacje             | Dodatkowe informacje |
| ----------------- | ------------------ | -------------------- |
| 1 (pierwszy etap) | Altos de La Vanega | funkcjonuje          |
| 1 (pierwszy etap) | El Varillal        | funkcjonuje          |
| 1 (pierwszy etap) | El Guayabal        | funkcjonuje          |
| 1 (pierwszy etap) | Sabaneta           | funkcjonuje          |
| 1 (pierwszy etap) | Urdaneta           | funkcjonuje          |
| 1 (pierwszy etap) | Libertador         | funkcjonuje          |
| 1 (Drugi etap)    | Padilla            | projektowana         |
| 1 (Drugi etap)    | Falcón             | projektowana         |
| 1 (Drugi etap)    | 5 de julio         | projektowana         |
| 1 (Drugi etap)    | Paraíso            | projektowana         |
| 1 (Drugi etap)    | Indio Mara         | projektowana         |
| 1 (Drugi etap)    | Universidad        | projektowana         |
| 1 (Drugi etap)    | Polideportivo      | projektowana         |
| 1 (Drugi etap)    | Galerías           | projektowana         |
| 1 (Drugi etap)    | Mercado Periférico | projektowana         |
| 1 (Drugi etap)    | Panamericano       | projektowana         |
| 1 (Drugi etap)    | La Curva de Molina | projektowana         |